# Sacrario militare dello Stelvio
Il sacrario militare dello Stelvio si trova presso la strada statale 38 che da Bormio conduce al valico del Giogo di Santa Maria ed al passo dello Stelvio, lungo la valle del Braulio.

## Struttura
Questo sacrario, costruito dall'architetto Pietro Del Fabbro, si presenta con la forma di un arco trionfale romano; entro le pareti di questo arco son situati i loculi dei caduti e, all'esterno di esso, è stato costruito un muro in pietra.

## Caduti
Il sacrario raccoglie le salme di 64 militari italiani, provenienti dai cimiteri di guerra dismessi di Spondigna e San Ranieri.